# Ilex trichoclada
Ilex trichoclada är en järneksväxtart som beskrevs av Ludwig Eduard Loesener. Ilex trichoclada ingår i släktet järnekar, och familjen järneksväxter. Inga underarter finns listade i Catalogue of Life.